# مونته کارلو (فیلم)
مونته کارلو (انگلیسی: Monte carlo) یک فیلم کمدی رمانتیک ماجراجویی آمریکایی بر اساس کتاب شکارگران سر اثر ژول بیس است که در سال ۲۰۱۱ منتشر شد. توماس بزوچا کارگردانی فیلم را بر عهده دارد. دنیس دی نووی، آلیسون گرینسپن، نیکول کیدمن و آرنان میلشان فیلم را برای فاکس ۲۰۰۰ پیکچرز و ریجنسی انترتینمنت تهیه کرده‌اند. ستاره‌های فیلم سلنا گومز، لیتون میستر و کیتی کسیدی نقش سه دوست را که در مونته کارلو، موناکو تظاهر می‌کنند افراد معاشر و پولداری هستند، بازی می‌کنند. این فیلم آهنگ‌های زیادی از جمله «چه کسی می‌گوید» توسط سلنا گومز و سین و آهنگ‌هایی از خواننده بریتانیایی میکا دارد.
فیلم‌برداری مونته کارلو در ۵ مه ۲۰۱۰ در هارگیتا، رومانی آغاز شد‌ و در ۱ ژوئیه ۲۰۱۱ منتشر شد. این فیلم بیش از ۳۹ میلیون دلار در سراسر جهان فروخت. در ۱۸ اکتبر ۲۰۱۱، فاکس هوم انترتینمنت نسخۀ دی‌وی‌دی و بلوری فیلم را منتشر کرد.

## داستان
گریس بنت یک دانش آموز دبیرستانی در تگزاس است که به عنوان پیشخدمت با دوستش اما پرکینز کار می‌کند تا برای سفر به پاریس بعد از فارغ‌التحصیلی پول جمع کنند. ناپدری گریس به ناخواهری گریس بنام مگ کلی پول می‌دهد تا در سفر همراهشان باشد. علی‌رغم درخواست ازدواج اوون، دوست پسر اما، اما به پاریس می‌رود. وقتی راهنمای تور، آنان را جا می‌گذارد، هر سه بخاطر باران پاریس، به یک هتل شیک پناه می‌برند. آنجا پرسنل هتل و پاپاراتزی‌ها گریس را با ستاره مد بریتانیایی کوردلیا وینتروپ اسکات اشنباه می‌گیرند درحالیکه کوردلیا اندکی قبل بجای رفتن به مزایده‌ای برای خیریه رومانیایی‌ها آنجا را ترک کرده. جاییکه قرار بوده یک گردن بند بلغاری گران‌قیمت هدیه دهد. سه دوست شب را در سوییت کوردلیا سپری می‌کنند و فردا با چمدان کوردلیا به مونته کارلو می‌روند.
در مونته کارلو دخترها تئو مارشان را ملاقات می‌کنند. تئو از ذات فاسد کوردلیا متنفر است ولی آن‌ها را تا مجلس رقص همراهی می‌کند. جاییکه گریس موفق می‌شود عمه کوردلیا، آلیشا را گول بزند و اما هم با یک پرنس می‌رقصد. مگ هم با رایلی، یک باربر استرالیایی، دوست می‌شود و قبل از رفتن رایلی به ایتالیا اوقات را با هم می‌گذرانند. وقتی گریس مجبور به بازی چوگان می‌شود، آلیشا بخاطر روش متفاوت گریس، متوجه جعل هویت می‌شود. آلیشا فکر می‌کند برادر زاده‌اش یک نفر شبیه به خودش را استخدام کرده تا چوگان بازی کند و خودش به تفریح بپردازد؛ ولی بخاطر حفظ مراسم خیریه، ساکت می‌ماند. تئو جذب شخصیت بی پروای کوردلیا می‌شود در حالیکه پرنس، اما را به مهمانی دیگری دعوت می‌کند. اما لباس جدید با گردن بند کوردلیا می‌پوشد در راه مگ را می‌بیند و مگ گردن بند را برای امانت می‌گیرد ولی بعداً آن را در کوله پشتی رایلی جا می‌گذارد. اما در مهمانی بخاطر تکبر پرنس نسبت به خدمتکاران ناامید و ناراحت می‌شود.
اوون برای یافتن اما به مونته کارلو می‌آید. کوردلیا هم بعد از دیدن گریس در روزنامه‌ها به مونته کارلو می‌آید. می‌فهمد گردن بند گم شده و به پلیس زنگ می‌زند. دخترها به دنبال رایلی می‌روند ولی او در هتل با گردن بند است و دخترها کوردلیا را در اتاق می‌یابند. کوردلیا تهدید می‌کند که گردن بند را از مزایده پس نمی‌گیرد. پس دخترها کوردلیا را با طناب می‌بندند تاگریس بتواند جای او را در مزایده بگیرد. کوردلیا فرار می‌کند و کلاهبرداری گریس در مزایده را فاش می‌کند و درخواست دستگیری گریس را می‌دهد؛ ولی بعد از اعتراف به جرم صادقانه گریس، آلیشا پیشنهاد غیرمنتظره ۶ میلیونی برای گردن بند را می‌دهد تا گریس را نجات دهد.
فیلم با پیوستن مگ به رایلی در سفرش دور دنیا و برگشت اما و اوون به تگزاس تمام می‌شود. در حالیه گریس و تئو در خیریه رومانیایی‌ها با هم همکاری می‌کنند.

## بازیگران
- سلنا گومز در نقش گریس بنت/کوردلیا وینتروپ-اسکلت
- لیتون میستر در نقش مگی کلی
- کیتی کسیدی در نقش اما پرکینز
- کوری مونتیه در نقش اوون اندروز
- پیر بولانژه در نقش تئو مرشان
- لوک بریسی در نقش رایلی
- کاترین تیت در نقش آلیشا وینتروپ-اسکات
- اندی مک‌داول در نقش پاملا بنت
- برت کالن در نقش رابرت کلی
- جولیو بروتی در نقش شاهزاده دومنیکو دا سیلوانو
- والری لمرسیر در نقش خانم والری
- فرانک دو لاپرسون در نقش مدیر گرند بل

## تولید

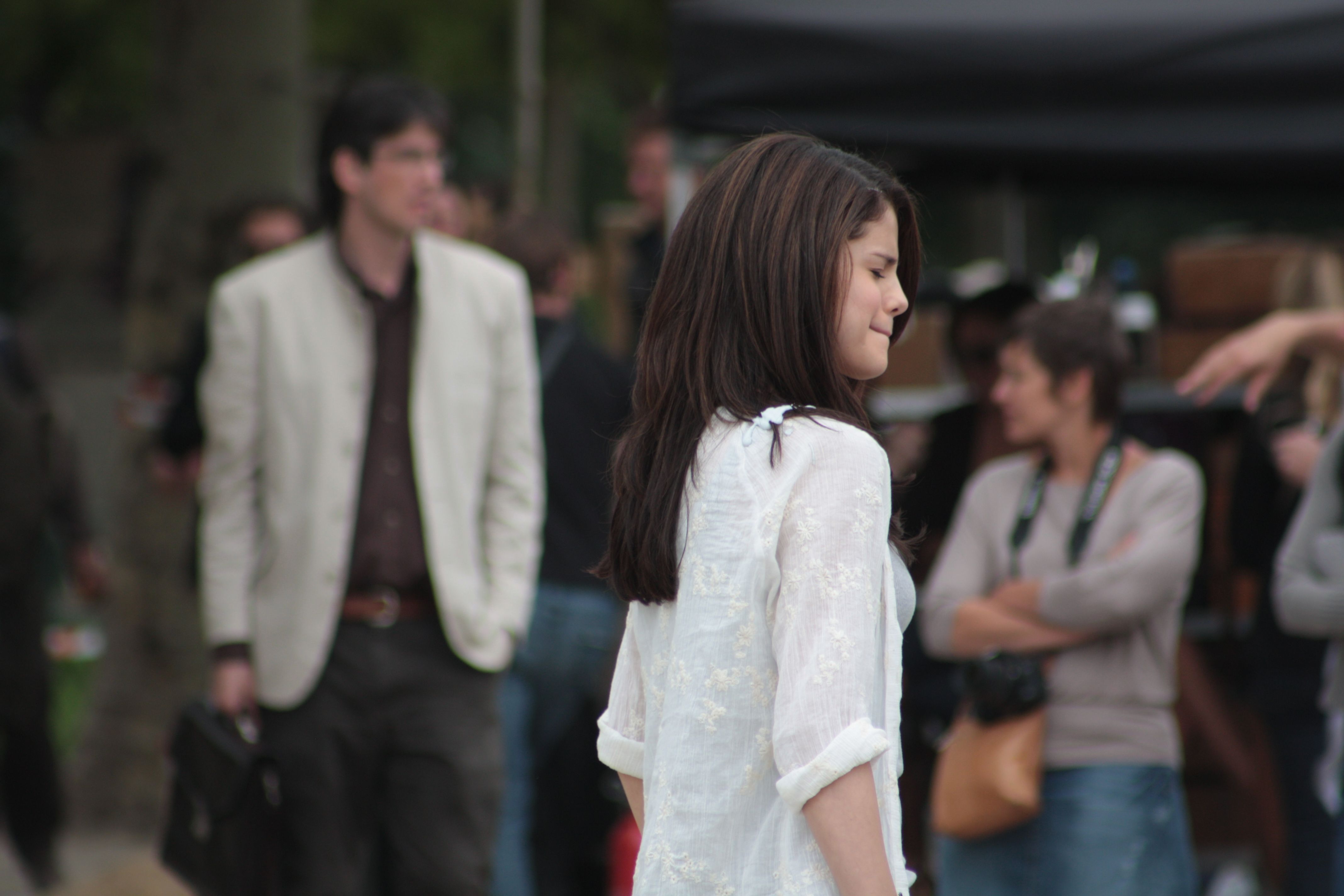
گومز در حال فیلم‌برداری صحنه‌ای در پاریس، فرانسه

مونته کارلو بر اساس کتاب شکارگران سر نوشته ژول بیس ساخته شده‌است. این رمان داستان چهار زن اهل نیوجرسی را روایت می‌کند که وانمود می‌کنند وارثان ثروتمندی هستند و در مونته کارلو در جستجوی همسران ثروتمند هستند. آن‌ها با چهار ژیگول که ادعا می‌کنند پلی‌بوی‌های ثروتمندی هستند، ملاقات می‌کنند. فاکس در سال ۱۹۹۹، سه سال قبل از انتشار رمان، حق ساخت فیلم را خرید. در سال ۲۰۰۵، مجله ورایتی اعلام کرد که جز و جان-هنری باترورث فیلمنامه را خواهند نوشت. همچنین گزارش کرد که نیکول کیدمن به عنوان بازیگر نقش اول قرارداد امضا کرده‌است و به همراه ریک شوارتس تهیه‌کننده فیلم خواهد بود.
جز و جان هنری-باترورث از پروژه کنار گذاشته شدند و توماس بزوچا برای نویسندگی و کارگردانی مونته کارلو استخدام شد. بزوچا و ماریا مگنتی پیش‌نویس فیلمنامه را در جولای ۲۰۰۷ ارائه کردند و قرار شد کیدمن در نقش یکی از سه معلم مدرسه که تصمیم می‌گیرند از تعطیلات خود در پاریس صرف نظر کنند و به عنوان زنان ثروتمند تعطیلات خود را در موناکو بگذرانند، ایفای نقش کند. در سال ۲۰۱۰، پس از تصمیم مدیران مبنی بر چرخش جوان‌تر فیلم، فیلمنامه توسط بزوچا و آپریل بلر بازنویسی شد و سه معلم به دو دانش‌آموز دبیرستانی و یک فارغ‌التحصیل تغییر داده‌شد. مونته کارلو در بوداپست، مجارستان؛ پاریس، فرانسه؛ هارگیتا، رومانی و مونته کارلو، موناکو فیلم‌برداری شد. فیلم‌برداری در ۵ مه ۲۰۱۰ در هارگیتا آغاز شد و در ۷ ژوئیه ۲۰۱۱ به اتمام رسید. 
در مارس ۲۰۱۰، اعلام شد که سلنا گومز به عنوان یکی از بازیگران اصلی فیلم انتخاب شده‌است. گومز چندین هفته به یادگیری بازی چوگان و تمرین لهجه انگلیسی پرداخت. در همان ماه لیتون میستر  برای ایفای نقش یکی از نقش‌های اصلی وارد مذاکره شد و در ماه آوریل کیتی کسیدی برای نقش اما انتخاب شد. 

## جوایز
| جایزۀ                  | دسته‌بندی                               | دریافت‌کننده | نتیجه    |
| ---------------------- | -------------------------------------- | ----------- | -------- |
| جایزه برگزیده نوجوانان | بهترین فیلم تابستانی                   | مونته کارلو | نامزدشده |
| جایزه برگزیده نوجوانان | بهترین بازیگر مرد فیلم تابستانی        | کوری مونتیه | نامزدشده |
| جایزه برگزیده نوجوانان | بهترین بازیگر زن فیلم تابستانی         | سلنا گومز   | نامزدشده |
| جایزه آلما             | بازیگر زن مورد علاقه فیلم کمدی موزیکال | سلنا گومز   | نامزدشده |
| جایزه نوجوانان هالیوود | بازیگر زن مورد علاقه                   | سلنا گومز   | پیروز    |